# Gustav Heinemann
Gustav Heinemann (Schwelm, 23 luglio 1899 – Essen, 7 luglio 1976) è stato un politico tedesco, sindaco di Essen dal 1946 al 1949 è stato Ministro degli interni dal 1949 al 1950, Ministro della giustizia dal 1966 al 1969 nel Governo Kiesinger (grande coalizione), e terzo Presidente della Repubblica Federale Tedesca dal 1º luglio 1969 al 30 giugno 1974. Membro della SPD, ha fondato poi il Partito Popolare Pan-Tedesco.
Heinemann morì nel 1976 e venne sepolto presso il Parco cimitero di Essen.

## Biografia

### Anteguerra

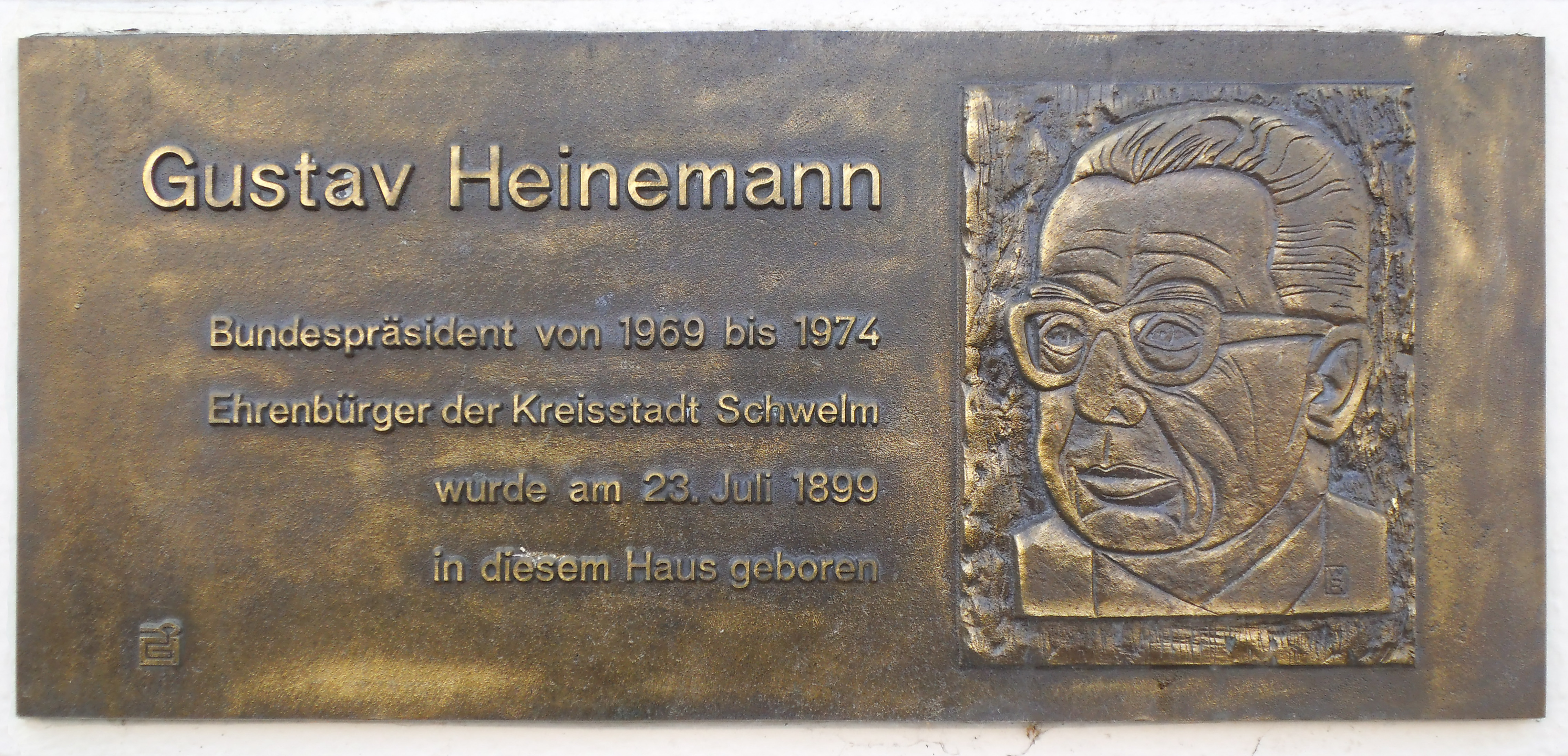
Targa della Casa di nascita di Heinemann a Schwelm

Gustav Heinemann è nato nel 1889 a Schwelm, nella Renania Settentrionale-Vestfalia. Era il maggiore di tre figli di Otto Heinemann, poi avvocato del Krupp AG di Essen. I suoi genitori erano di tendenza radical-democratica, della sinistra liberale e patriota e non appartenevano a nessuna chiesa. Ha frequentato il liceo a Essen prima di servire come soldato alla fine della prima guerra mondiale.
Dopo la guerra studiò diritto, economia e storia a Münster, Marburgo, Monaco di Baviera, Gottinga e Berlino. Ha ottenuto un primo dottorato in scienze politiche nel 1922 e un secondo in legge nel 1929. Era un avvocato nella Rheinische Stahlwerke dal 1929 al 1949. Dal 1933 al 1939 ha anche insegnato diritto civile e diritto economico presso l'Università di Colonia.
Nel 1926 si è sposato con Hilda Ordemann con la quale ha avuto tre figlie (la teologa Uta Ranke-Heinemann) e un figlio.
Durante i suoi studi, ha incontrato persone che rimarranno amici per tutta la vita come l'economista liberale Wilhelm Röpke, il sindacalista Ernst Lemmer o il marxista Viktor Agartz. Come suo padre, è stato membro del Deutscher Monistenbund il quale ha fatto campagna per un'ampia diffusione delle conoscenze scientifiche e che sarà sciolto dai nazisti nel 1933. Durante gli studi è stato anche attivo in gruppi studenteschi del Partito Democratico Tedesco (DDP). Il 19 maggio 1920 fu presente ad un discorso di Adolf Hitler e fu cacciato dalla sala dopo una discussione sull'antisemitismo. Dal 1930 al 1933 è stato membro del Servizio Popolare Cristiano-Sociale, un partito politico protestante, conservatore, ma ha votato per il Partito Socialdemocratico tedesco (SPD) nel 1933 per contrastare i nazisti.

### Impegno religioso

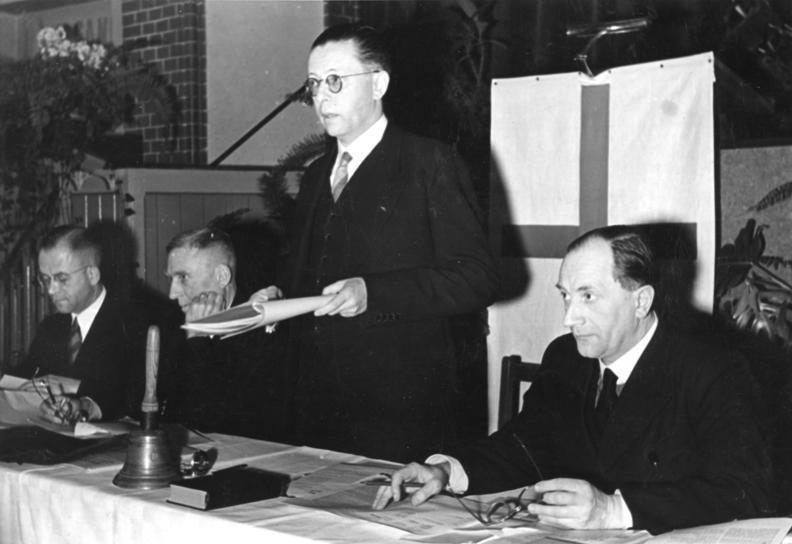
Gustav Heinemann (in piedi) sul Sinodo generale della Chiesa evangelica in Germania, gennaio 1949

Durante il periodo nazista, ha promesso l'indipendenza delle chiese in relazione al potere e più in particolare nei confronti dei cristiani tedeschi, il movimento razzista e antisemita all'interno del protestantesimo. Ha lavorato soprattutto sulla Dichiarazione Barmen, che sarà uno degli atti fondanti della Chiesa confessante, un movimento antinazista cristiano all'interno della Chiesa protestante del Reich. Dal 1936 al 1950 è stato presidente dell'Associazione Cristiana dei Giovani (YMCA) di Essen.
Nel mese di ottobre del 1945, consegna con gli altri membri del Consiglio della Chiesa evangelica in Germania la dichiarazione di colpevolezza di Stoccarda (Stuttgarter Schuldbekenntnis), un documento che riconosce la responsabilità condivisa delle Chiese nel nazismo. È stato presidente della Chiesa evangelica fino al 1955 ed è rimasto membro fino al 1967. È stato anche membro della direzione della Chiesa evangelica in Renania nel 1949-1962 e ha presieduto i sinodi della Chiesa evangelica nel 1949-1955.

## Carriera politica

### Membro della CDU
Gustav Heinemann è membro fondatore dell'Unione Cristiana-Democratica (CDU). È stato sindaco di Essen nell'immediato dopoguerra (1946-1949) e membro della Dieta della Renania Settentrionale-Vestfalia dal 1947 al 1950. È stato anche ministro della giustizia nel governo di questo Land, sotto la direzione di Karl Arnold tra il 1947 e il 1948.
Nel 1949, è diventato Ministro federale degli Interni nel primo governo del Cancelliere Konrad Adenauer.
Alla fine dell'agosto 1950 i negoziati segreti di Adenauer per un contributo tedesco a un futuro esercito europeo furono resi pubblici. Adenauer aveva in particolare presentato all'Alto commissario americano John McCloy un rapporto che proponeva il riarmo della Germania senza informare il suo governo o l'opinione pubblica. Quando Adenauer ha presentato il documento al governo, Gustav Heinemann annunciò le sue dimissioni, che è entrarono in vigore il 9 ottobre 1950.

### Fondatore dell'effimero GVP
Ha poi ripreso le sue attività legali e ha creato una legge con Diether Posser a Essen, dove si è impegnato soprattutto per l'obiettori di coscienza. Nel 1952 ha lasciato la CDU a causa dei piani di riarmo continui e fondò la Notgemeinschaft für den Frieden Europas con Helene Wessel, Margarete Schneider - la vedova di Paul Schneider, pastore ucciso a Buchenwald - Erhard Eppler, Robert Scholl e Diether Posser. Il Partito Popolare Pan-Tedesco (GVP, Gesamtdeutsche Volkspartei) fu derivante da questa associazione. Il programma del GVP chiese che la Germania rinunciasse ad un esercito di difesa e osservasse una rigorosa neutralità tra la NATO e il blocco orientale, per facilitare l'eventuale riunificazione. Heinemann approvò invece la creazione di una polizia federale.
Il 13 marzo 1952 tenne un discorso a Berlino Ovest a proposito della Nota di Stalin (Stalin-Noten) di fronte a migliaia di spettatori. Chiese che la proposta di Stalin di creare una Germania unificata e neutrale fosse studiata seriamente. La CDU aveva invitato i berlinesi a protestare e vi erano molti manifestanti impegnati nell'impedirgli di parlare. Riuscì, tuttavia, a zittirli chiedendo loro se volevano davvero che i giornali di Berlino Est dicessero che non c'era più libertà di espressione a Berlino Ovest e fu in grado di finire il suo discorso con calma.
Alle elezioni del 1953 il GVP ottenne solo l'1,2% dei voti e Gustav Heinemann perse il suo seggio parlamentare. Durante i quattro anni successivi, tuttavia riuscì con il suo partito a mantenere il dibattito sul riarmo. Nel 1957 il fallimento del GVP confermò l'entrata nel Partito Socialdemocratico (SPD).
Nello stesso anno difese il suo amico Viktor Agartz in un processo per tradimento; sarà anche difensore del settimanale Der Spiegel contro Franz Josef Strauß durante lo Scandalo Spiegel nel 1962.

### Deputato e Ministro della giustizia socialdemocratico
Nel 1957 viene eletto al Bundestag, l'anno successivo divenne membro del comitato DOCUP, dove rimase fino al 1969. Nel DOCUP rappresentò l'ala sociale e radicalmente democratica del protestantesimo tedesco. Nel 1957 e nel 1958 fu uno dei principali oppositori del progetto di Konrad Adenauer e Franz Josef Strauss di dotare l'esercito tedesco con le armi nucleari. In un famoso discorso al Bundestag il 23 gennaio 1958 deplorò il fallimento della politica di Adenauer e accusò lo stesso di ingannare il popolo e di aggirare il suo governo come il parlamento. Criticando la ripresa dei valori cristiani occidentali, Heinemann tornò ad un'affermazione di Konrad Adenauer durante la campagna del 1957, dove aveva affermato che la sfida era sapere se l'Europa e la Germania sarebbero rimaste cristiane o diventate marxiste, e rispose che il tema non era il cristianesimo contro il marxismo, ma riconoscere che Cristo non era morto contro Karl Marx, ma per tutti. Questo intervento provocò reazioni violente.
Nel dicembre 1966 divenne ministro federale della Giustizia nel governo di grande coalizione di Kurt Georg Kiesinger, proposto da Willy Brandt. Come gli altri membri del governo, ha sostenuto una grande riforma del diritto penale. Con due progetti di riforma, una datazione conservatrice dal 1962 e una più liberale dal 1966, è riuscito ad ottenere molte proposte tra le quali la depenalizzazione dell'adulterio e dell'omosessualità e la concessione ai figli naturali degli stessi diritti dei figli legittimi.

### Presidente federale (1969-1974)

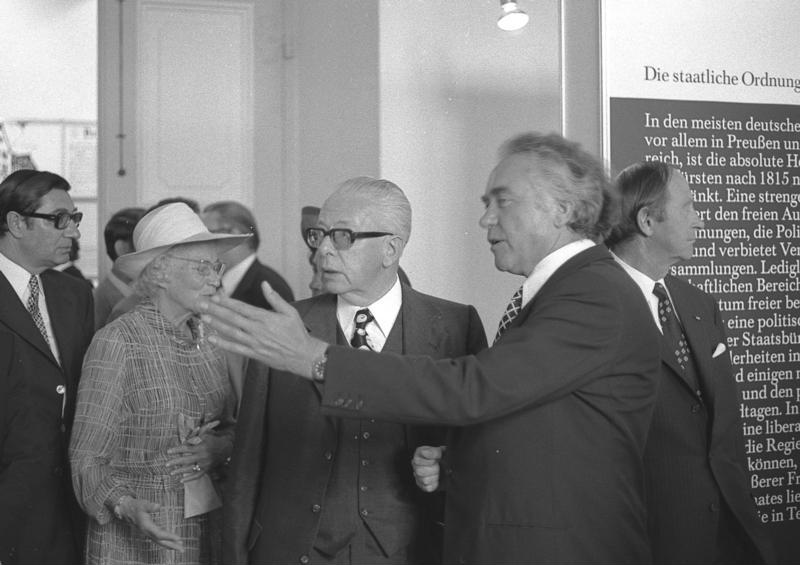
Heinemann all'inaugurazione della Rastatter

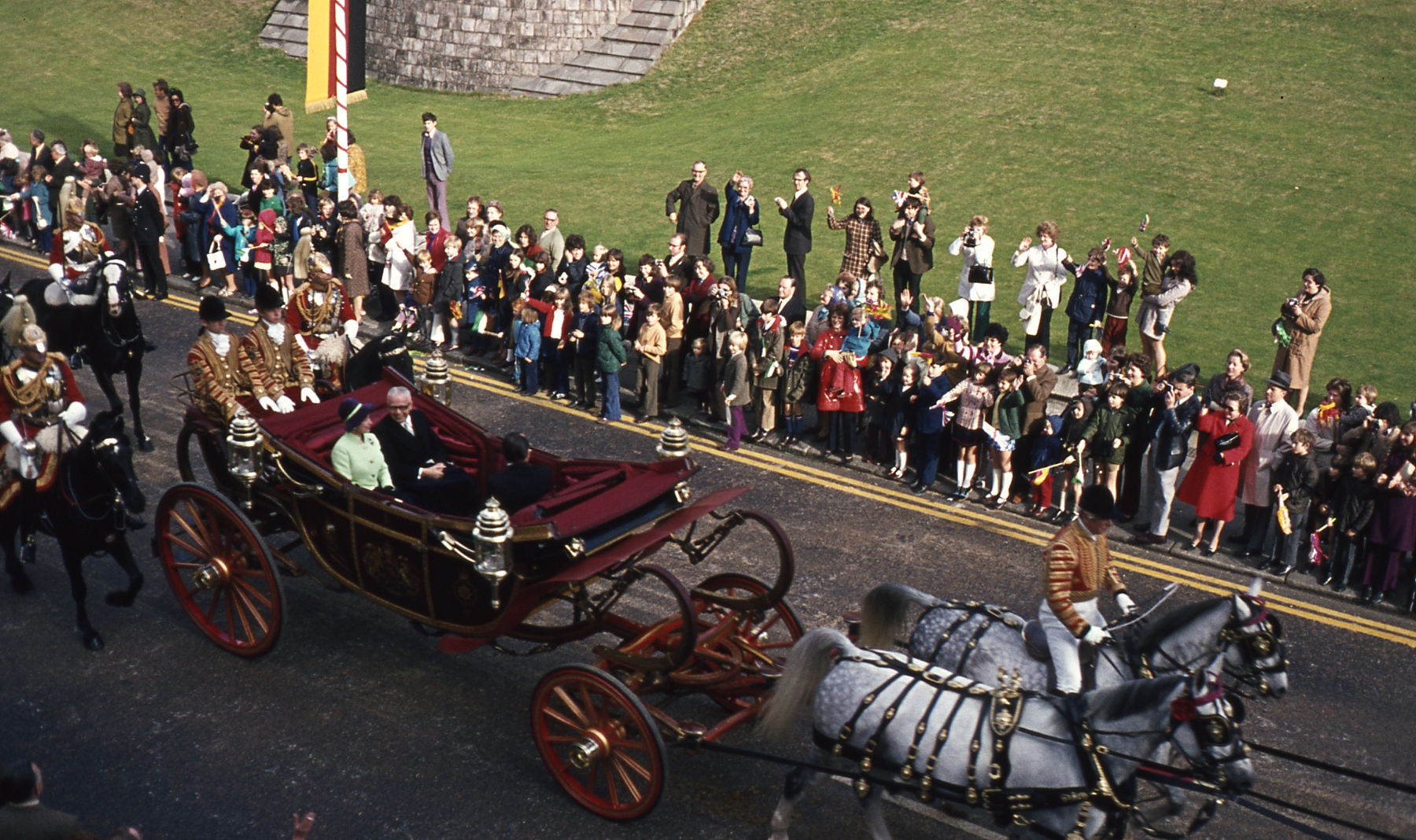
Visita di Stato nel 1972 in Regno Unito

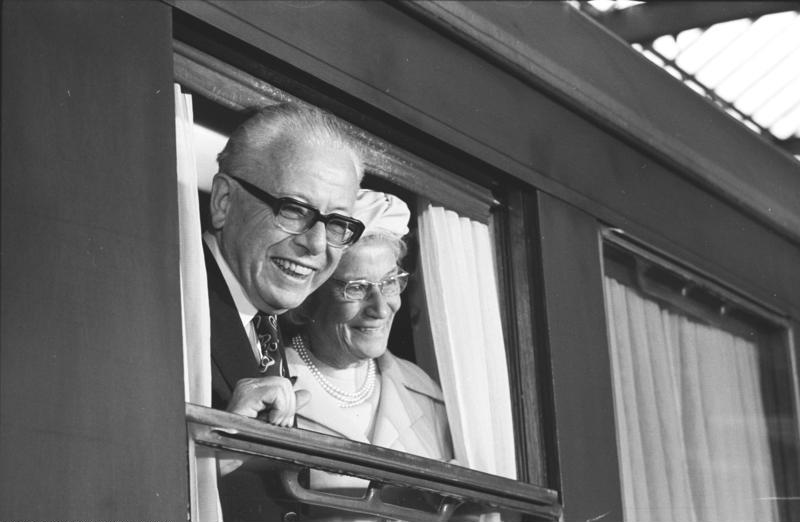
Addio alla stazione di Colonia

Nel marzo 1969 Gustav Heinemann è stato eletto Presidente della Repubblica Federale di Germania. Eletto con l'aiuto della maggior parte dei delegati del Partito Liberale Democratico (FDP / Liberali) la sua elezione è stata generalmente intesa come un segno di riorientamento del FDP per quanto riguarda una futura coalizione con la SPD (coalizione social-liberale, ottobre 1969 - ottobre 1982).
In un'intervista Heinemann, una volta affermò che voleva essere "presidente dei cittadini", piuttosto che "il presidente dello Stato". Ha stabilito la tradizione di invitare i cittadini comuni ai ricevimenti di Capodanno del presidente, e nei suoi discorsi, ha incoraggiato i tedeschi a superare lo spirito di sottomissione alle autorità, a fare pieno uso dei loro diritti democratici e a difendere lo stato di diritto e la giustizia sociale. Questo atteggiamento e la sua apertura mentale nei confronti delle proteste studentesche del 1968 lo ha reso anche popolare tra le giovani generazioni.
Alla domanda se lui amava lo Stato tedesco, ha risposto che amava non lo Stato ma la moglie.
Come presidente ha visitato i paesi che erano stati occupati dalle truppe tedesche nella seconda guerra mondiale. Ha sostenuto la politica del governo social-liberale di riconciliazione con gli Stati dell'Europa dell'Est. Ha promosso la ricerca sulla natura dei conflitti e della pace, così come sui problemi dell'ambiente.
In tale ruolo, hainaugurato i Giochi della XX Olimpiade svoltisi a Monaco di Baviera.
Fu sua l'idea di fondare un museo per la commemorazione dei movimenti di liberazione tedeschi, e fu in grado di aprirne uno ufficialmente a Rastatt nel 1974. Il suo interesse per questo argomento è stato in parte dato dal coinvolgimento dei suoi antenati nella rivoluzione del 1848.
A causa della sua età e della salute fragile, non è stato riconfermato per un eventuale secondo mandato come presidente nel 1974. Morì nel 1976.
Poco prima della sua morte ha pubblicato un saggio in cui ha criticato il Radikalenerlass ("Decreto Radicale") del 1972, una legge che sottopose tutti i candidati per il servizio civile (tra cui i futuri insegnanti, macchinisti ferroviari, e postini) all'esame speciale ad esclusione dei soggetti dalle idee politiche radicali o estremiste. La sua critica era basata sul fatto che il decreto radicale non fosse compatibile con lo spirito della Costituzione.
Il Gustav-Heinemann-Friedenspreis (Premio Gustav Heinemann per la Pace) è un premio annuale per i bambini e i libri dei giovani che abbiano meglio promosso la causa della pace nel mondo.

### Morte
Heinemann è morto il 7 luglio 1976 a Essen a causa delle conseguenze dei disturbi circolatori del cervello e dei reni. È stato sepolto su sua richiesta dal suo migliore amico Helmut Gollwitzer nel Parco Cimitero di Essen, dove ha ricevuto una tomba d'onore.

## Curiosità
- Gustav Heinemann è stato scherzosamente chiamato dagli amici "Dr. Gustav Gustav Heinemann" - un'allusione ai suoi due dottorati ("Dr. Dr. Gustav Heinemann ").[6]

## Opere
- Die Spartätigkeit der Essener Kruppschen Werksangehörigen unter besonderer Berücksichtigung der Kruppschen Spareinrichtungen. Dissertation, 1922.
- Die Verwaltungsrechte an fremdem Vermögen. Dissertation, 1929.
- Aufruf zur Notgemeinschaft für den Frieden Europas. Reden auf einer öffentlichen Kundgebung im Landtagsgebäude Düsseldorf. Mit Helene Wessel und Ludwig Stummel, 1951.
- Deutsche Friedenspolitik. Reden und Aufsätze. Verlag Stimme der Gemeinde, Darmstadt 1952.
- Deutschland und die Weltpolitik. Hrsg. Notgemeinschaft für den Frieden Europas, 1954.
- Was Dr. Adenauer vergißt. Frankfurter Hefte 1956.
- Arbeitstagung „Verständigung mit dem Osten?“ am 24. u. 25. März 1956 im Hotel Harlass in Heidelberg. Hrsg. Ehrenberg Verband Nordbadische Volkshochschulen, 1956.
- Im Schnittpunkt der Zeit. Mit Helmut Gollwitzer, Reden und Aufsätze, Verlag Stimme der Gemeinde, Darmstadt 1957.
- Der Bergschaden. Engel Verlag, 3. Auflage, 1961.
- Verfehlte Deutschlandpolitik. Irreführung und Selbsttäuschung. Artikel und Reden, Stimme-Verlag, Frankfurt/M 1966.
- Warum ich Sozialdemokrat bin. Hrsg. SPD-Vorstand, 1968.
- Gedenkrede zum 20. Juli 1944. Lettner-Verlag, 1969.
- Zur Reichsgründung 1871 – Zum 100. Geburtstag von Friedrich Ebert. Kohlhammer, Stuttgart 1971.
- Plädoyer für den Rechtsstaat. Rechtspolitische Reden und Aufsätze. C. F. Müller, 1969.
- Reden und Interviews des Bundespräsidenten (1. Juli 1969 – 30. Juni 1970). Hrsg. Presse- und Informationsamt der Bundesregierung, 5 Bände, 1970–1974.
- Präsidiale Reden. Edition suhrkamp 790, Frankfurt/M 1975.
- Versöhnung ist wichtiger als ein Sieg (= Erbauliche Reden 3). Vier Weihnachtsansprachen 1970–1973 und H. Gollwitzers Ansprache bei der Beerdigung von G. Heinemann 1976. Neukirchen 1976.
- Reden und Schriften:
  - Band I: Allen Bürgern verpflichtet. Reden des Bundespräsidenten 1969–1974, Frankfurt/M 1975.
  - Band II: Glaubensfreiheit – Bürgerfreiheit. Reden und Aufsätze zur Kirche, Staat – Gesellschaft. Hrsg. Diether Koch (mit thematisch geordneter Bibliographie), Frankfurt/M 1976.
  - Band III: Es gibt schwierige Vaterländer … Aufsätze und Reden 1919–1969. München 1988, Hrsg. Helmut Lindemann, Frankfurt 1977.
  - Band IV: Unser Grundgesetz ist ein großes Angebot. Rechtspolitische Schriften. Hrsg. Jürgen Schmude, München 1989.
- Wir müssen Demokraten sein. Tagebuch der Studienjahre 1919–1922. Hrsg. Brigitte und Helmut Gollwitzer, München 1980.
- Der Frieden ist der Ernstfall. Hrsg. Martin Lotz, Kaiser Traktate 59, München 1981 (14 Texte 1951–1973).
- Einspruch. Ermutigung für entschiedene Demokraten. Hrsg. Diether Koch, Verlag J.H.W. Dietz Nachfolger, Bonn 1999, ISBN 3-8012-0279-8.
- Gustav W. Heinemann. Bibliographie. Hrsg. Friedrich-Ebert-Stiftung, Archiv der sozialen Demokratie, bearbeitet von Martin Lotz, Bonn-Bad Godesberg 1976 (1.285 Titel von 1919 bis 1976).